# Libido voluptuosa
Libido voluptuosa är en fjärilsart som beskrevs av Felix Bryk 1950. Libido voluptuosa ingår i släktet Libido och familjen tandspinnare. Inga underarter finns listade i Catalogue of Life.